# Eric Harris và Dylan Klebold
Eric David Harris (9 tháng 4 năm 1981 – 20 tháng 4 năm 1999) và Dylan Bennet Klebold (/ˈkliːboʊld/; 11 tháng 9 năm 1981 – 20 tháng 4 năm 1999) là hai sát nhân giết người tập thể ở Mỹ đã giết chết 13 người và làm bị thương 24 người khác vào ngày 20 tháng 4 năm 1999, tại trường trung học Columbine ở Littleton, Colorado. Họ là những học sinh cuối cấp tại trường trung học. Vụ nổ súng được gọi là vụ thảm sát trường trung học Columbine. Harris và Klebold đã tự sát trong thư viện, nơi họ đã giết chết mười nạn nhân của họ. Tại thời điểm đó, đây được coi là vụ nổ súng ở trường học với số thương vong cao nhất lịch sử nước Mỹ. Nhiều báo cáo ban đầu cho biết vụ thảm sát Columbine là vụ thảm sát liên quan đến trường học tồi tệ nhất trong lịch sử Hoa Kỳ. Tuy nhiên, thảm họa trường Bath năm 1927 (một vụ đánh bom) đã khiến 44 người chết. Vụ xả súng vào tòa tháp của Đại học Texas năm 1966 là vụ xả súng trường học đẫm máu nhất vào thời điểm đó. Nó đã gây nên một làn sóng giới truyền thông và khủng hoảng về đạo đức, khiến nó trở thành một trong những vụ xả súng hàng loạt khét tiếng nhất từng xảy ra ở Mỹ.
Harris và Klebold gặp nhau khi họ học lớp 7. Dần dần, họ càng trở nên gần gũi. Đến năm lớp 11, họ được miêu tả là không bao giờ tách rời. Có những báo cáo khác nhau: một số nói rằng Harris và Klebold là những học sinh không nổi tiếng và thường xuyên bị bắt nạt, trong khi những người khác nói rằng họ không ở gần cuối hệ thống phân cấp xã hội của trường và mỗi người đều có nhiều bạn bè. Từ các nhật ký của họ, Harris và Klebold dường như đã bắt đầu lên kế hoạch cho cuộc tấn công từ một năm trước. Trong suốt năm sau, Harris và Klebold đã chế tạo chất nổ và thu thập một kho vũ khí. Harris và Klebold đã để lại nhật ký và video, báo trước vụ thảm sát và giải thích hành động của họ, với những gì họ hy vọng đạt được.
Sau vụ thảm sát, nhiều người tin rằng Harris và Klebold là một phần của một nhóm trong trường học được gọi là "Trenchcoat Mafia", một nhóm những người bị ruồng bỏ trong trường được cho là đã nổi dậy chống lại các học sinh nổi tiếng. Điều này hóa ra là không đúng sự thật, vì cả Harris và Klebold đều không có bất kỳ liên kết nào với nhóm. Các bài viết và video nói trên của cặp đôi đã cung cấp cái nhìn sâu sắc về lý do của họ cho vụ nổ súng. FBI kết luận rằng Harris là một kẻ thái nhân cách, người có biểu hiện thiếu đồng cảm, tự ái, hung hãn và thiếu kiểm soát bản thân. Tuy nhiên, Klebold được kết luận là một người trầm cảm tức giận, người thể hiện lòng tự trọng thấp, lo âu và có thái độ trả thù đối với những người mà anh ta tin rằng đã đối xử tệ với mình. Tuy nhiên, cả Harris và Klebold đều không được chẩn đoán chính thức về bất kỳ bệnh tâm thần nào trước vụ tấn công. Trong những năm tiếp theo, các phương tiện truyền thông khác nhau quy kết nhiều yếu tố thúc đẩy cuộc tấn công, bao gồm nạn bắt nạt, bệnh tâm thần, nạn phân biệt chủng tộc, thuốc điều trị tâm thần và bạo lực trên phương tiện truyền thông. Bất chấp những kết luận này, động cơ chính xác của cuộc tấn công vẫn chưa thể kết luận được.
Harris và Klebold đã trở thành biểu tượng văn hóa đại chúng, với cặp đôi này thường được miêu tả, tham khảo và xuất hiện trong phim, trên truyền hình, trò chơi điện tử, âm nhạc và sách. Nhiều kẻ giết người kể từ khi vụ nổ súng xảy ra đã lấy cảm hứng từ cặp đôi, hoặc ca ngợi họ là anh hùng, liệt sĩ và thần thánh, hoặc bày tỏ sự cảm thông với cặp đôi này. Harris và Klebold cũng có một cơ sở người hâm mộ, những người đã đặt ra thuật ngữ "Columbiners", những người viết truyện giả tưởng và vẽ các tác phẩm nghệ thuật của người hâm mộ về họ. Những người khác cũng đã hóa trang thành bộ đôi vào ngày lễ Halloween hoặc để cosplay 